# UCI Women's WorldTour 2017
L'UCI Women's WorldTour 2017 és la segona edició de l'UCI Women's WorldTour organitzada per la Unió Ciclista Internacional. Està format per 21 proves, organitzades del 4 de març al 10 de setembre de 2017. A diferència de l'edició anterior hi ha quatre proves noves: l'Amstel Gold Race, la Lieja-Bastogne-Lieja, el Ladies Tour of Norway i el Boels Rental Ladies Tour.
Finalment només es van disputar 20 curses perquè la Philadelphia Cycling Classic es va haver d'anul·lar.
La guanyadora final fou la neerlandesa Anna van der Breggen (Boels Dolmans) que també aconseguí la victòria en cinc curses. Segona quedà la seva compatriota Annemiek van Vleuten  (Orica-Scott) i tercera la polonesa Katarzyna Niewiadoma (WM3 Pro Cycling)
En les altres classificacions, la danesa Cecilie Uttrup Ludwig (Cervélo Bigla) guanyà en la categoria sub-23 i el Boels Dolmans fou el millor equip

## Resultats
| Data     | Nº | Cursa                                    | País            | Vencedora            | Equip           | Líder de la general  |
| -------- | -- | ---------------------------------------- | --------------- | -------------------- | --------------- | -------------------- |
| 4/3      | 1  | Strade Bianche                           | Itàlia          | Elisa Longo Borghini | Wiggle High5    | Elisa Longo Borghini |
| 11/3     | 2  | Tour de Drenthe                          | Països Baixos   | Amalie Dideriksen    | Boels Dolmans   | Elisa Longo Borghini |
| 19/3     | 3  | Trofeu Alfredo Binda-Comune di Cittiglio | Itàlia          | Coryn Rivera         | Team Sunweb     | Elisa Longo Borghini |
| 26/3     | 4  | Gant-Wevelgem                            | Bèlgica         | Lotta Lepistö        | Cervélo-Bigla   | Elisa Longo Borghini |
| 2/4      | 5  | Tour de Flandes                          | Bèlgica         | Coryn Rivera         | Team Sunweb     | Coryn Rivera         |
| 16/4     | 6  | Amstel Gold Race                         | Països Baixos   | Anna van der Breggen | Boels Dolmans   | Coryn Rivera         |
| 19/4     | 7  | Fletxa Valona                            | Bèlgica         | Anna van der Breggen | Boels Dolmans   | Coryn Rivera         |
| 23/4     | 8  | Lieja-Bastogne-Lieja                     | Bèlgica         | Anna van der Breggen | Boels Dolmans   | Annemiek van Vleuten |
| 5-7/5    | 9  | Tour de Chongming Island                 | R.P. de la Xina | Jolien D'Hoore       | Wiggle High5    | Annemiek van Vleuten |
| 10-14/5  | 10 | Volta a Califòrnia                       | Estats Units    | Anna van der Breggen | Boels Dolmans   | Anna van der Breggen |
| 4/6      | 11 | Philadelphia Cycling Classic             | Estats Units    | Anul·lada            | Anul·lada       | Anna van der Breggen |
| 7-11/6   | 12 | The Women's Tour                         | Regne Unit      | Katarzyna Niewiadoma | WM3 Pro Cycling | Katarzyna Niewiadoma |
| 30/6-9/7 | 13 | Giro d'Itàlia                            | Itàlia          | Anna van der Breggen | Boels Dolmans   | Anna van der Breggen |
| 20/7     | 14 | La course by Le Tour de France           | França          | Annemiek van Vleuten | Orica-Scott     | Anna van der Breggen |
| 29/7     | 15 | Prudential RideLondon Grand Prix         | Regne Unit      | Coryn Rivera         | Team Sunweb     | Anna van der Breggen |
| 11/8     | 16 | Open de Suède Vårgårda TTT               | Suècia          | Boels Dolmans        | Boels Dolmans   | Anna van der Breggen |
| 13/8     | 17 | Open de Suède Vårgårda                   | Suècia          | Lotta Lepistö        | Cervélo-Bigla   | Anna van der Breggen |
| 17-20/8  | 18 | Ladies Tour of Norway                    | Noruega         | Marianne Vos         | WM3 Pro Cycling | Anna van der Breggen |
| 26/8     | 19 | Gran Premi de Plouay                     | França          | Elizabeth Deignan    | Boels Dolmans   | Anna van der Breggen |
| 29/8-3/9 | 20 | Boels Rental Ladies Tour                 | Països Baixos   | Annemiek van Vleuten | Orica-Scott     | Anna van der Breggen |
| 10/9     | 21 | La Madrid Challenge by La Vuelta         | Espanya         | Jolien D'Hoore       | Wiggle High5    | Anna van der Breggen |

## Classificacions
- Font[2]

| Pos. | Nom                        | Equip           | Punts |
| ---- | -------------------------- | --------------- | ----- |
| 1    | Anna van der Breggen (NED) | Boels Dolmans   | 1016  |
| 2    | Annemiek van Vleuten (NED) | Orica-Scott     | 989   |
| 3    | Katarzyna Niewiadoma (POL) | WM3 Pro Cycling | 856   |
| 4    | Coryn Rivera (USA)         | Team Sunweb     | 803   |
| 5    | Elisa Longo Borghini (ITA) | Wiggle High5    | 630   |
| 6    | Jolien D'Hoore (BEL)       | Wiggle High5    | 626   |
| 7    | Elizabeth Deignan (GBR)    | Boels Dolmans   | 623   |
| 8    | Ellen van Dijk (NED)       | Team Sunweb     | 614   |
| 9    | Lotta Lepistö (FIN)        | Cervélo Bigla   | 518   |
| 10   | Chloe Hosking (AUS)        | Alé Cipollini   | 457   |

| Pos. | Nom                         | Equip                | Punts |
| ---- | --------------------------- | -------------------- | ----- |
| 1    | Cecilie Uttrup Ludwig (DEN) | Cervélo Bigla        | 52    |
| 2    | Alice Barnes (GBR)          | Drops                | 16    |
| 3    | Amalie Dideriksen (DEN)     | Boels Dolmans        | 16    |
| 4    | Susanne Andersen (NOR)      | Hitec Products       | 12    |
| 5    | Lisa Klein (GER)            | Cervélo Bigla        | 12    |
| 6    | Lotte Kopecky (BEL)         | Lotto Soudal Ladies  | 12    |
| 7    | Anna Christian (GBR)        | Drops                | 10    |
| 8    | Demi de Jong (NED)          | Parkhotel Valkenburg | 8     |
| 9    | Nikola Nosková (CZE)        | Bepink-Cogeas        | 8     |
| 10   | Sofia Beggin (ITA)          | Astana Women's       | 8     |

### Classificació per equips
| Pos | Equip                              | Punts |
| --- | ---------------------------------- | ----- |
| 1   | Boels Dolmans                      | 3273  |
| 2   | Team Sunweb                        | 2153  |
| 2   | Wiggle High5                       | 1824  |
| 4   | Orica-Scott                        | 1821  |
| 5   | Canyon-SRAM                        | 1505  |
| 6   | WM3 Pro Cycling                    | 1414  |
| 7   | Cervélo-Bigla                      | 1228  |
| 8   | Alé Cipollini                      | 994   |
| 9   | Cylance Pro Cycling                | 763   |
| 10  | FDJ Nouvelle-Aquitaine Futuroscope | 662   |